# Archie Ryan
Archie Ryan (Rathmichael, 26 de noviembre de 2001) es un ciclista irlandés que compite con el equipo EF Education-EasyPost.

## Palmarés
2022
- 1 etapa del Tour de Eslovaquia
- 1 etapa de la Ronde d'Isard

2023
- 1 etapa del Tour del Porvenir
- Coppa Città di San Daniele

2024
- 1 etapa de la Settimana Coppi e Bartali

## Resultados

### Vueltas menores
| Carrera | Carrera         | 2024 |
| ------- | --------------- | ---- |
|         | Tour Down Under | 29.º |
|         | Tour de Polonia | 29.º |

—: No participa

Ab.: Abandona

X: No se disputó

### Clásicas, Campeonatos y JJ. OO.
| Carrera         | Carrera             | 2024 |
| --------------- | ------------------- | ---- |
| Flecha Valona   | Flecha Valona       | Ab.  |
|                 | Lieja-Bastoña-Lieja | 55.º |
| Mundial en Ruta | Mundial en Ruta     | 21.º |
| Irlanda en Ruta | Irlanda en Ruta     | —    |

—: No participa

Ab.: Abandona

X: No se disputó

## Equipos
- Jumbo-Visma Development Team (2020-2023)
- EF Education-EasyPost (2024-)